# 真田敦
真田 敦（さなだ あつし、1963年7月19日 - ）は、日本のCMディレクター、映画監督。多摩美術大学デザイン学科卒業。サッソ・フィルムズ取締役。2004年株式会社ティー・ワイ・オー退社。2004年よりフリーランスディレクター。

## CM
- 日本コカ・コーラ Qoo(2001)
- サッポロビール 黒ラベル「コンビニ帰りの男」篇「自転車置場の男」篇「特急列車の男」篇（2002）
- トヨタ自動車 カローラフィールダー(2002) 出演:小野伸二
- 相模ゴム工業 サガミオリジナル「斜め男」篇(2002)
- サッポロビール 黒ラベル「路地裏の男達」篇(2003)
- フジテレビ「きっかけは、フジテレビ」(2003) 出演:ゴリエ、ボブ・サップ
- キリンビバレッジ 口どけ生茶/氷らせ生茶/HOT生茶(2003) 出演:松嶋菜々子
- 中央酪農会議 「牛乳に相談だ」(2005) 出演:石田未来
- 東日本旅客鉄道 Suicaキャンペーン(2006) 出演:西原亜希
- 明治製菓 キシリッシュ(2006) 出演:沢尻エリカ、劇団ひとり、おぎやはぎ、小出恵介

## 映画
- いぬのえいが「ねえ、マリモ」（2004年） 出演：宮崎あおい、利重剛
- ホノカアボーイ（2009年） 出演：岡田将生、倍賞千恵子、松坂慶子

## 受賞歴
- 2002年 ACC演出賞 サガミオリジナル「斜め男」カローラフィールダー「小野伸二」
- 2004年TCC賞 キリンビバレッジ 口どけ生茶/氷らせ生茶/HOT生茶
- 2006年カンヌ国際広告祭銅賞 中央酪農会議「牛乳に相談だ / ラブレター」